# Back to Mystery City
Az 1983-as Back to Mystery City a Hanoi Rocks harmadik nagylemeze. A borítón látható képet Fin Costello készítette. Az album a 87. helyig jutott a brit albumlistán. Szerepel az 1001 lemez, amit hallanod kell, mielőtt meghalsz című könyvben.

## Az album dalai
|     | Cím                              | Szerző(k)             | Hossz |
| --- | -------------------------------- | --------------------- | ----- |
| 1.  | Strange Boys Play Weird Openings | Andy McCoy            | 0:42  |
| 2.  | Malibu Beach Nightmare           | McCoy                 | 2:46  |
| 3.  | Mental Beat                      | McCoy                 | 5:04  |
| 4.  | Tooting Bec Wreck                | McCoy                 | 6:11  |
| 5.  | Until I Get You                  | McCoy                 | 4:37  |
| 6.  | Sailing Down the Tears           | McCoy                 | 4:09  |
| 7.  | Lick Summer Love                 | McCoy                 | 4:21  |
| 8.  | Beating Gets Faster              | McCoy, Michael Monroe | 3:51  |
| 9.  | Ice Cream Summer                 | McCoy                 | 5:11  |
| 10. | Back to Mystery City             | McCoy                 | 5:02  |

## Közreműködők
- Michael Monroe – ének, szaxofon, szájharmonika
- Andy McCoy – szólógitár
- Nasty Suicide – ritmusgitár
- Sam Yaffa – basszusgitár
- Razzle – dob

### További zenészek
- Morgan Fisher – billentyűk
- Miriam Stockley – háttérvokál

### Produkció
- producerek – Dave Griffin és Pete "Overend" Watts
- hangmérnök – Andy Lyden
- hangszerelés – Michael Monroe és Andy McCoy
- borítókép – Fin Costello
- design – Hilary Goodwright

## Fordítás
Ez a szócikk részben vagy egészben a Back to Mystery City című angol Wikipédia-szócikk ezen változatának fordításán alapul.  Az eredeti cikk szerkesztőit annak laptörténete sorolja fel. Ez a jelzés csupán a megfogalmazás eredetét és a szerzői jogokat jelzi, nem szolgál a cikkben szereplő információk forrásmegjelöléseként.